# ارابه‌های جنگی
ارابه‌های جنگی (انگلیسی: Fighting Caravans) یک پیشا-کد وسترن آمریکایی است که در سال ۱۹۳۱ منتشر شد.

## بازیگران
- گری کوپر
- لی‌لی دامیتا
- ارنست تورنس
- تالی مارشال در نقش جیم بریجر
- یوجین پلت
- روی استوارت
- می بولی
- جیمز فارلی
- ایو ساوترن
- چارلز وینینجر
- فرانک هاگنی
- تاینی سندفورد
- فرانک کامپائو
- جیمز دورکین